# Allantus cinctus
Espèce
Allantus cinctus (une tenthrède du rosier) est une espèce d'insectes hyménoptères symphytes de la famille des Tenthredinidae. 
Sa larve est une fausse-chenille.